# Atanasia de Egina
Atanasia de Timia o Atanasia de Eginia (Eginia, 790-Timia,14 de agosto de 860) fue una religiosa bizantina y consejera de la emperatriz consorte Teodora II. Es considerada como santa por las iglesias católica y ortodoxa y su fiesta litúrgica se celebra el 14 de agosto.

## Hagiografía
Nacida en la isla griega de Egina en el siglo IX, quería hacer vida religiosa, pero su familia le obligó a contraer matrimonio con un joven rico, oficial del ejército, que murió 16 días después en un combate contra los árabes que habían asaltado la costa. Atanasia quiso entonces tomar los hábitos religiosos, pero sus padres le persuadieron para contraer un nuevo matrimonio, nuevamente con un hombre rico y muy devoto.
Como ella, se libró en la oración mediante la caridad, repartiendo alimentos entre los pobres y los llamados "tsigani" que, muy probablemente, eran gitanos. Al hacerse grandes, acordaron separarse para hacer vida religiosa y prepararse para la muerte. Ella formó una comunidad de religiosas en su casa, llevando una vida de gran austeridad bajo la dirección espiritual del abad Matías. Éste les sugirió que fuesen a un lugar solitario para hacer vida retirada y marcharon a Tamia, donde fundaron un monasterio.
La fama del monasterio llegó a la emperatriz bizantina Teodora, que la llamó a Constantinopla y la nombró consejera para restaurar el culto en las imágenes después de la iconoclastia. Pasó siete años hasta que en 860 volvió al monasterio de Tamia y murió pasados pocos días.